# Wang Junzheng
Wang Junzheng (chinois simplifié : 王君正 ; pinyin : Wáng Jūnzhèng; né le 17 mai 1963) est un homme politique chinois, secrétaire du parti communiste du Tibet depuis le 19 octobre 2021. Il a dirigé la Commission des affaires politiques et juridiques du Xinjiang. Entre 2016 et 2019, il a été secrétaire du parti communiste de Changchun. Avant son poste à Changchun, il a occupé divers postes, en tant que vice-gouverneur du Hubei, secrétaire du parti de Xiangyang et maire et chef du parti de Lijiang.

## Biographie
Durant son mandat en tant que secrétaire adjoint du parti du Xinjiang Wang Junzheng a été sanctionné par les États-Unis, le Royaume-Uni, l'Union européenne et le Canada pour son rôle présumé dans les violations des droits humains contre les musulmans ouïghours au Xinjiang. Les États-Unis ont qualifié la répression chinoise des Ouïghours de « génocide ». La Chine a nié à plusieurs reprises les allégations, affirmant que le gouvernement chinois ne vise qu'à lutter contre le terrorisme.